# Факультет економіки та управління Західноукраїнського національного університету
Факультет економіки та управління Західноукраїнського національного університету — структурний підрозділ Західноукраїнського національного університету.

## Історія факультету

Навчальний корпус № 3

Факультет економіки та управління має давню історію. У 1971 році в ТФЕІ діяли три факультети: обліково-економічний, фінансовий та вечірньо-заочного навчання. Із студентів другого курсу фінансового та обліково-економічного факультетів у 1975 році були сформовані групи, що розпочали навчання на новоствореному планово-економічному факультеті, який став є основою факультету економіки та управління.
Упродовж своєї діяльності факультет економіки та управління відкрив дорогу в світ знань багатьом молодим людям, створив потужну базу для створення інших факультетів, став освітнім й науковим осередком, що готує конкурентоздатних фахівців економіки майбутнього. Чимало знаних державних діячів, керівників підприємств, установ та організацій є гордістю факультету. Серед них: Шкільняк М. М. — д.е.н., керівник регіонального відділення Фонду державного майна України в Тернопільській області; Тарнавська Н. П. — д.е.н., професор ТНЕУ; Ляшенко С. М. — Голова правління ЗАТ «ДомоСтрой», м. Київ; Скічко О. І. — директор Черкаської дирекції  банку «Аваль»; Корчевський Я. С. — керівник філії Промінвестбанку м. Дніпродзержинська; Шулепа В. Й. — начальник контрольно-ревізійного відділу, м. Дубно; Слюсарчук С. В. — директор державного заводу промтоварів, м. Хмельницький; Скибиляк С. І. — начальник бюджетного управління Головного фінансового управління, Тернопільської ОДА; Баран А. С. — начальник управління сільського господарства Тернопільської РДА; Столярський В. Я. — начальник ВАТ «Козовагаз»; Палійчук М. В. — колишній голова Івано-Франківської ОДА, (колишній міський голова м. Яремче, Івано-Франківської області).
Колектив факультету завжди відповідає вимогам часу і будує свою діяльність таким чином, що б кожний студент здобув якісну та сучасну освіту, розвивав економічне мислення й досягав успіхів, мав високу конкурентоспроможність на українському та міжнародному ринку праці.
Навчальний процес на факультеті організовано таким чином, щоб викладач і студент були зацікавлені у високих результатах спільної діяльності, адже від якості знань залежить майбутнє нового покоління. Цьому сприяє комплекс навчальних засобів: бібліотека електронних ресурсів, сучасні комп'ютерні лабораторії, навчально-методичні матеріали тощо.
Науково-педагогічний колектив налічує 56 осіб, серед яких — 5 докторів, 5 професорів, 43 кандидати наук, доценти. Факультет очолює науковець у галузі економіки праці, демографії, регіональної економіки, соціальної політики кандидат економічних наук, доцент — Віктор Михайлович Островерхов.
|  |  |  |  |  |  |

## Структура факультету
На факультеті працює три кафедри:

• управління персоналом і регіональної економіки (завідувач кафедри — к.е.н., професор Качан Євген Петрович),

• економіки підприємств і корпорацій (завідувач кафедри — д.е.н., професор Гринчуцький Валерій Іванович),

• менеджменту організацій та інноваційного підприємництва (в.о. завідувача кафедри — д.е.н., професор Микитюк Петро Петрович).
На кафедрах створено власні наукові школи, що дають можливість здійснювати якісну підготовку фахівців освітніх ступенів «бакалавр» і «магістр».

## Напрями підготовки
На факультеті економіки та управління ТНЕУ здобувають освіту за такими освітніми програмами:
- в галузі знань 05 «Соціальні та поведінкові науки»:
  - спеціальність 051 «Економіка» (освітні програми «Управління персоналом та економіка праці» та «Економіка підприємства»);
- в галузі знань 07 «Управління та адміністрування»:
  - спеціальність 072 «Менеджмент» (освітня програма «Менеджмент підприємств, установ і організацій»);
  - спеціальність 075 «Маркетинг» (освітня програма «Маркетинг»);
  - спеціальність 076 «Підприємництво, торгівля та біржова діяльність» (освітня програма «Підприємництво, торгівля та біржова діяльність»);
- в галузі знань 28 «Публічне управління і адміністрування»:
  - спеціальність 281 «Публічне управління і адміністрування» (освітня програма «Публічне управління і адміністрування»).

## Характеристика спеціальності

Студенти та викладачі ФЕУ під час святкування Дня вишиванки

Навчання здійснюється на денній та заочній формах навчання.

Випускники престижного факультету економіки та управління можуть працювати в органах державної влади, самостійно створювати підприємства, ефективно організовувати комерційну діяльність і працювати в інших ринкових структурах (товарних та фондових біржах тощо). Здобувши ґрунтовну економічну освіту, вони можуть формувати виробничо-збутову політику підприємства, планувати і організовувати виробництво продукції, ефективно використовувати ресурсний потенціал підприємства.
Випускники факультету економіки та управління ТНЕУ матимуть можливість у майбутньому працювати у:
- центральних органах виконавчої влади (міністерствах, державних комітетах);
- структурних підрозділах Міністерства соціальної політики України, зокрема в Державній службі зайнятості та її регіональних підрозділах;
- управліннях і відділах обласних та районних державних адміністрацій;
- місцевих органах виконавчої влади, Фонду державного майна, Пенсійного фонду, Національної комісії з цінних паперів та фондового ринку;
- Національній службі посередництва та примирення;
- у вищих навчальних закладах I-IV ступеня акредитації;
- державних, комунальних та приватних організаціях і підприємствах як економісти, менеджери, організатори виробництва, керівники бізнесу тощо.

Студенти старших курсів факультету економіки та управління мають змогу навчатися за кордоном, брати участь у міжнародних конференціях. Науково-педагогічний колектив факультету тісно співпрацює з багатьма вищими навчальними закладами Канади, Болгарії, Німеччини, Польщі. Найкращі студенти факультету навчаються у магістратурі та аспірантурі. Є можливість паралельного навчання за іншими напрямами підготовки чи спеціальністю. На факультеті здійснюється підготовка науково-педагогічних та наукових кадрів вищої кваліфікації в аспірантурі та докторантурі. Підготовка в аспірантурі і докторантурі здійснюється за державним замовленням та на умовах контракту. На факультеті випускається студентська газета «Персонал». Кожен студент факультету, забезпечується місцем у гуртожитку, який визнано найкращим серед усіх студентських гуртожитків Тернопільської області. Додатково, за бажанням, студенти можуть навчатись на військовій кафедрі, отримуючи звання молодшого офіцера.
До послуг студентів — навчально-лабораторний корпус, сучасні комп'ютерні класи, бібліотека, кімната студентського самоврядування, Центр фізичної культури і спорту, Будинок культури, санаторій-профілакторій, їдальня, кафе, дискоклуб.